# Сорокін Олег Геннадійович
Олег Геннадійович Сорокін (рос. Олег Геннадьевич Сорокин; 16 січня 1995, Мамадиш, Росія — 26 березня 2022, Мала Рогань, Україна) — російський військовий злочинець, старший лейтенант ЗС РФ (2020). Кандидат в майстри спорту з військового багатоборства. Ліквідований під час боїв за село Мала Рогань. У 2023 році отримав звання Героя росії.

## Біографія
Син офіцера ракетних військ Геннадія Миколайовича Сорокіна. Закінчив мамадиський ліцей №2. В 2013/18 роках навчався Московському вищому загальновійськовому командному училищі, після закінчення якого був призначений командиром мотострілецького взводу 138-ї окремої мотострілецької бригади. З 2020 року — заступник командира 4-ї роти з військово-політичної роботи 2-го мотострілецького батальйону своєї бригади. З 24 лютого 2022 року брав участь у вторгненні в Україну. Загинув у бою. 8 червня 2022 року був похований на Християнському цвинтарі в Мамадиші.

## Нагороди
- Медаль «За участь у військовому параді в День Перемоги»
- Орден Мужності (2022, посмертно)
- Звання «Герой Російської Федерації» (23 березня 2023, посмертно) — «за мужність і героїзм, проявлені під час виконання військового обов'язку.» 2 вересня медаль «Золота зірка» була передана рідним Сорокіна президентом Республіки Татарстан Рустамом Мінніхановим.

## Вшанування пам'яті
На будівлі мамадиського ліцею №2 встановлена меморіальна дошка.